# Jayna Heffordová
Jayna Heffordová (* 14. květen 1977, Trenton, Kanada) je bývalá kanadská lední hokejistka.
S kanadskou ženskou hokejovou reprezentací získala pět olympijských medailí, čtyři zlaté (2002, 2006, 2010, 2014) a jednu stříbrnou (1998). Sedmkrát též slavila titul mistryň světa. Nastupovala v útoku, na pravém křídle. Většinu své kariéry strávila v klubu Brampton Thunder.